# منز سانا 1871 باسكت
منز سانا 1871 باسكت (بالإيطالية: Mens Sana Basket 1871)‏ هو فريق كرة سلة إيطالي تأسس في سنة 1934 يقع في سيينا.

## أبرز اللاعبين
- إيغور راكوسيفيتش
- بو مكاليب
- بيترو أرادوري
- نيكولاوس زيسيس
- كارلتون مايرز
- ديفيد أندرسون
- ديفيد فانتيربول
- ميرساد تركان
- ألفونسو فورد
- توماس ماسيوليس
- بيتار ناوموسكي
- روبرتو تشياسيج
- جيرمان سكاروني
- أشرف أمايا
- جيمي أوليفر
- جيرارد كينغ
- ويندل ألكسيس

## وصلات خارجية
- الموقع%20الرسمي